# Matt Ox
Pour les articles homonymes, voir Ox et Grau (homonymie).
 (août 2024).
La mise en forme du texte ne suit pas les recommandations de Wikipédia : il faut le « wikifier ».
Les points d'amélioration suivants sont les cas les plus fréquents. Le détail des points à revoir est peut-être précisé sur la page de discussion.
- Les titres sont pré-formatés par le logiciel. Ils ne sont ni en capitales, ni en gras.
- Le texte ne doit pas être écrit en capitales (les noms de famille non plus), ni en gras, ni en italique, ni en « petit »…
- Le gras n'est utilisé que pour surligner le titre de l'article dans l'introduction, une seule fois.
- L'italique est rarement utilisé : mots en langue étrangère, titres d'œuvres, noms de bateaux, etc.
- Les citations ne sont pas en italique mais en corps de texte normal. Elles sont entourées par des guillemets français : « et ».
- Les listes à puces sont à éviter, des paragraphes rédigés étant largement préférés. Les tableaux sont à réserver à la présentation de données structurées (résultats, etc.).
- Les appels de note de bas de page (petits chiffres en exposant, introduits par l'outil «  Source ») sont à placer entre la fin de phrase et le point final[comme ça].
- Les liens internes (vers d'autres articles de Wikipédia) sont à choisir avec parcimonie. Créez des liens vers des articles approfondissant le sujet. Les termes génériques sans rapport avec le sujet sont à éviter, ainsi que les répétitions de liens vers un même terme.
- Les liens externes sont à placer uniquement dans une section « Liens externes », à la fin de l'article. Ces liens sont à choisir avec parcimonie suivant les règles définies. Si un lien sert de source à l'article, son insertion dans le texte est à faire par les notes de bas de page.
- La présentation des références doit suivre les conventions bibliographiques. Il est recommandé d'utiliser les modèles {{Ouvrage}}, {{Chapitre}}, {{Article}}, {{Lien web}} et/ou {{Bibliographie}}. Le mode d'édition visuel peut mettre en forme automatiquement les références.
- Insérer une infobox (cadre d'informations à droite) n'est pas obligatoire pour parachever la mise en page.

Pour une aide détaillée, merci de consulter Aide:Wikification.
Si vous pensez que ces points ont été résolus, vous pouvez retirer ce bandeau et améliorer la mise en forme d'un autre article.
Matthew Christopher Grau (né le 13 décembre 2004), connu sous le nom de Matt Ox, est un rappeur et chanteur américain originaire de Philadelphie. Il est surtout connu pour son single de 2017 Overwhelming, et pour avoir participé au titre $$$, certifié platine en 2018, sur le deuxième album de XXXTentacion ? (2018).

## Jeunesse
Ox est né en 2004. Il est originaire de Lawncrest (Philadelphie) (en). Ox commence à pratiquer le hip-hop à l'âge de 11 ans. Il est scolarisé à domicile depuis ce moment.

## Carrière
Ox a 12 ans lorsqu'il publie le clip du single Overwhelming en 2017, avec une instrumentation d'Oogie Mane,. Il sort des singles avec Warner avant de signer avec Motown en 2018. En mars 2018, il collabore avec le rappeur XXXTentacion sur la chanson $$$, qui figure sur son deuxième album, ?. Son premier album, Ox, sort le 30 octobre 2018. Il comprend 11 chansons de moins de trois minutes et comporte trois chansons avec Chief Keef, Key ! et Valee (en),. Il est produit par Working on Dying, une équipe de production basée à Philadelphie.
Il sort la mixtape Sweet 16 le 13 décembre 2020. Il sort son premier EP le 12 février 2021, un EP de 5 titres intitulé Unorthodox. La mixtape et l'EP ne comportent aucune apparition d'autres artistes. Le deuxième album d'Ox, Year Of The Ox, sort le 31 janvier 2022. Lancey Foux et UnoTheActivist (en) y sont invités.

## Style
La musique d'Ox est qualifiée de « trap sombre ». Parmi ses artistes préférés figurent Soulja Boy et Lil B,.

## Discographie

### Albums studios
| Titre          | Détails                                                                                              |
| -------------- | --- |
| Ox             | - Sortie : 30 octobre 2018 - Label : Motown - Format : CD, téléchargement, streaming                 |
| Year Of The Ox | - Sortie : 31 janvier 2022 - Label : OX Entertainment Group - Format : CD, téléchargement, streaming |

### Mixtapes
| Titre                   | Détails                                                                                               |
| ----------------------- | --- |
| Sweet 16                | - Sortie : 13 décembre 2020 - Label : OX Entertainment Group - Format : Téléchargement, streaming     |
| Teenrave                | - Sortie : 13 décembre 2022 - Label : OX Entertainment Group - Format : CD, téléchargement, streaming |
| Oxygen (avec Surf Gang) | - Sortie : 20 avril 2023 - Label : Surf Gang - Format : Téléchargement, streaming                     |
| Teenrage                | - Sortie : 6 octobre 2023 - Label : OX Entertainment Group - Format : CD, téléchargement, streaming   |

### EP
| Titre                                  | Détails                                                                                              |
| -------------------------------------- | --- |
| Oxmas (avec Zeus Ox et Ox Flacko)      | - Sortie : 23 décembre 2018 - Label : OX Entertainment Group - Format : Téléchargement, streaming    |
| Spooky Szn (avec Zeus Ox et Ox Flacko) | - Sortie : 27 octobre 2020 - Label : OX Entertainment Group - Format : Téléchargement, streaming     |
| Unorthodox                             | - Sortie : 12 février 2021 - Label : OX Entertainment Group - Format : CD, téléchargement, streaming |
| Ai.Ox                                  | - Sortie : 31 mars 2023 - Label : OX Entertainment Group - Format : CD, téléchargement, streaming    |

### Singles

#### Artiste principal
| Titre                                  | Année | Album(s)          |
| -------------------------------------- | ----- | ----------------- |
| Overwhelming                           | 2017  | Non-album singles |
| Ox                                     | 2017  |                   |
| Jetlag (feat. Chief Keef)              | 2017  |                   |
| Bag (avec Dro Fe et TheGoodPerry (en)) | 2019  | Non-album singles |
| Oh Dam                                 | 2019  | Non-album singles |

#### Featuring
| Titre                                 | Année | Album(s)          |              |
| ------------------------------------- | ----- | ----------------- | ------------ |
| Awesome (Valee (en) feat. Matt Ox)    | 2018  | Non-album singles |              |
| PAUSE (Jimmy Edgar feat. Matt Ox)     | 2020  | Non-album singles | Cheetah Bend |
| Breakdown (Andy Morin feat. Matt Ox)  | 2021  | Non-album single  |              |
| No Limit (TripSitMafia feat. Matt Ox) | 2023  | Non-album single  |              |

### Autres chansons classées
| Titre                   | Année | Classements | Classements | Album(s) |
| Titre                   | Année | US Bub.     | US R&B/HH   | Album(s) |
| ----------------------- | ----- | ----------- | ----------- | -------- |
| $$$ (avec XXXTentacion) | 2018  | 2           | 45          | ?        |